# Madilu System
Madilu System (gebürtig Jean De Dieu Bilau; * 28. Mai 1950; † 11. August 2007) war ein Sänger der Demokratischen Republik Kongo. Er galt als „kongolesischer König des Rumba“.

## Biografie
Madilu wurde im Alter von 19 Jahren professioneller Musiker in Kinshasa. Er spielte mit Sam Mangwanas Festival des Maquisards, hatte sein eigenes Orchestre Bakuba Mayopiin, wurde aber erst in den 1980er Jahren mit der Formation TP OK Jazz von Franco, mit dem er oft im Duett sang, in größeren Kreisen bekannt. Nach dessen Tod war Madilu solo unterwegs. In den letzten Jahren sang er auch mit Pépé Kallé, Nyboma Mwan-dido, M’bilia Bel oder Josky Kiambukuta. Mit der kongolesischen Supergruppe Kékélé nahm er das Album „Tapale“ auf.
Madilu litt an Diabetes. Er starb 2007; die Trauerfeier in Kinshasa wurde von tausenden Anhängern begleitet. Nach Madilus Tod spielten die Radiosender des Landes ununterbrochen seine Titel.